# Odoljenovke
Odoljenovke (lat. Valerianoideae), nekadašnja samostalna biljna porodica (Valerianaceae) u redu češljugovinolike, danas čini potporodicu kozokrvnica a sastoji se od osam rodova, poglavito jednogodišnje bilje i trajnice. 
Poznatiji predstavnici su matovilac, odoljen, zlatni baldrian, afrički odoljen i Ostrugica.

## Rodovi
1. Patrinia Juss. (14 spp.)
2. Nardostachys DC. (1 sp.)
3. Valerianella Mill. (68 spp.)
4. Fedia Gaertn. (3 spp.)
5. Centranthus Neck. ex Lam. & DC. (11 spp.)
6. Plectritis DC. (6 spp.)
7. Valeriana L. (362 spp.)